# Belle Air
Бел ер д. о. о. (алб. Belle Air Sh. p.k.) је нискотарифна авио-компанија са седиштем у Тирани, Албанија. Чвориште авио-компаније налази се на Аеродром Мајка Терезе у Тирани.

## Историја
Компанија је основана у мају 2005. године у Тирани, у Албанији, а први лет је био до Италије, 1. марта 2006. године. У току првих 8 месеци летења, „Бел ер“ је продала 100.000 авио-карата. У поређењу са „Албанијан ерлајнс“, која постоји више од 10 година, „Бел ер“ се доста брзо развијала. 2007. године почеле су са радом две нове линије, до „Лондон Станстеда“ и „Лијежа“.

### Бел ер Јуроп
Бел ер током јула месеца 2009. године заснивала Бел ер Јуроп, своја Италијанска авио-компанија која обавља регионалне летове са својом авионом АТР 72-500. Чвориште авио-компаније налази се на Аеродром Анкона у Италији.

## Одредишта
Базирана на Аеродром Мајке Терезе у Тирани, Бел ер нуди следеће дестинације:
- Албанија
  - Тирана (Аеродром Тирана)
- Белгија
  - Лијеж (Аеродром Лијеж)
- Грчка
  - Закинтос (Аеродром Закинтос)
  - Каламата (Аеродром Каламата)
  - Патрас (Аеродром Патрас)
  - Солун (Аеродром Солун)
  - Ханија (Аеродром Ханија)
- Италија
  - Анкона (Аеродром Анкона)
  - Бари (Аеродром Бари)
  - Бергамо (Аеродром Орио ал Серио)
  - Болоња (Аеродром Болоња)
  - Венеција (Аеродром Тревисо)
  - Верона (Аеродром Верона)
  - Ђенова (Аеродром Ђенова)
  - Кунео (Аеродром Кунео)
  - Милано (Аеродром Малпесна)
  - Напуљ (Аеродром Напуљ)
  - Парма (Аеродром Парма)
  - Перуђа (Аеродром Перуђа)
  - Пескара (Аеродром Пескара)
  - Писа (Аеродром Писа)
  - Рим (Аеродром Леонардо да Винчи)
  - Римини (Аеродром Римини)
  - Торино (Аеродром Торино)
  - Трст (Аеродром Трст)
  - Фиренца (Аеродром Фиренца)
  - Форли (Аеродром Форли)
- Немачка
  - Штутгарт (Аеродром Штутгарт)
- Србија
  - Приштина (Аеродром Приштина)
- Француска
  - Лион (Аеродром Лион)
- Швајцарска
  - Цирих (Аеродром Цирих)

## Чартери
- Египат
  - Шарм ел Шеик (Аеродром Шарм ел Шеик)
- Турска
  - Анталија (Аеродром Анталија)

## Флота
| Ваздухоплов           | Укупно | Седишта | Белешке        |
| --------------------- | ------ | ------- | -------------- |
| АТР 72-500            | 1      |         | F-ORAA         |
| Ербас А319            | 2      |         | F-ORAF, F-ORAG |
| Ербас А320            | 2      |         | F-ORAD, F-ORAE |
| Макдонел Даглас МД-82 | 1      | 164     | ZA-ARB         |